# Dražen Brnčić
Dražen Brnčić (né à Zagreb, le 17 juillet 1971) est un ancien joueur belge de football, devenu entraineur.
Il évolua comme milieu de terrain et fut un brillant meneur de jeu. Il évolua dans les compétitions belges, italiennes et néerlandaise.
Il a la réputation d'être très affable et accessible, très professionnel, mais aussi d'être doté d'une personnalité entière qui sait ce qu'elle veut.
Le médian belgo-croate a raccroché ses crampons de joueur à l'âge respectable de 39 ans, 10 mois et 12 jours, si l'on tient compte du dernier match officiel (29 mai 2011).
Dans sa jeune carrière d'entraîneur, il a la particularité d'avoir fait monter de division, deux des "patronymes" parmi les plus célèbres du football belge: l'Union SG et le RWDM.

## Biographie
Né à Zagreb en ex-Yougoslavie (actuelle Croatie), Dražen Brnčić fait ses classes dans des clubs de sa ville natale et est repéré par les scouts du Dynamo Zagreb. Il passe au HNK Segesta Sisak en 1990-1991.
Après la déclaration d'indépendance de la Croatie et surtout l'éclatement de la guerre d'indépendance croate (1991-1995), le jeune joueur d'à peine plus de 20 ans choisit le chemin de l'exil et arrive en Belgique.
Dans sa jeune carrière d'entraîneur, il a la particularité d'avoir fait "monter de division" deux des "patronymes" les plus célèbres du football belge : l'Union SG et le RWDM.

## Carrière de joueur

### Belgique, époque I
En 1992, le jeune croate trouve embauche à l'ACHE qui milite en Division 3. Il ne peut empêcher le cercle de basculer d'un étage mais participe activement à la conquête du titre de Promotion et à la remontée en D3. La troisième saison en Hesbaye est la plus aboutie. Avec 18 réalisations, il termine meilleur buteur qui termine au 6e rang de sa série de Division 3. Ces prestations lui valent un transfert au Sporting de Charleroi.
Chez les "Zèbres", Dražen Brnčić découvre l'élite nationale belge. Il passe trois saisons en bords de Sambre dans une formation qui termine 7e en 1996 puis reste confinée dans la seconde moitié du classement les deux saisons suivante.

### Italie
À partir de la saison 1998-1999, Brnčić tente la grande aventure du football italien en rejoignant l'US Cremonese qui est à la recherche de son passé. Le club a quitté l'élite en 1995 et vient de remonter en "Série B" (D2) à la suite des play-offs de la saison précédente. L'expérience tourne court. La Cremonese connait deux changements d'entraîneur mais ne peut éviter la dernière place et la descente en "Série C1" (D3).
Le médian d'origine croate reste au 2e niveau car il signe alors à Calcio Monza. Dans la localité célèbre pour son circuit automobile et le Grand Prix d'Italie de F1, Brnčić est l'élément le plus souvent employé par les deux coaches qui se succèdent aux commandes d'un cercle qui gagne une place par rapport à la saison précédente en finissant 14e sur 20. Les prestations du meneur de jeu lui valent un transfert au prestigieux AC Milan.
Alberto Zaccheroni ne peut employer que très peu le Croate qui a la malchance de se blesser. Son parcours avec "il Milan" se limite à une apparition en championnat, trois en Coupe d'Italie et à une rencontre de Ligue des Champions. Au mercato d'hiver, il est prêté à Vicence. Le cercle milite aussi en Série A (D1), mais ne parvient pas à s'y maintenir.
Brnčić retourne alors dans la capitale lombarde mais cette fois à l'Inter, entrainé par l'Argentin Héctor Cúper. Il y reste lors des saisons 2001-2002 et 2002-2003, mais dans les faits il ne porte jamais le fameux maillot nerrazzuro en match officiel. Prêté à Ancona Calcio, il évolue en "Série B" lors de l'exercice 2001-2002, où il est sous les ordres de Luciano Spalletti pendant la seconde partie de la saison et côtoie entre autres Massimiliano "Max" Vieri, frère de l'attaquant international Christian.  Acône termine 8e sur 20. La saison suivante, le médian croate est prêté à AC Venezia 1907 qui redescend de Série A. Dans un cercle en proie à des difficultés financières, la 15e place finale est un moindre mal. Deux plus tard, le club est déclaré en faillite et refondé sous le nom de SSC Venezia SpA et autorisé à démarrer en Série C2 (D4). Mais à ce moment-là, Dražen Brnčić a déjà quitté le "Calcio".

### Pays-Bas
À l'été 2003, le meneur de jeu croate passe un test qui s'avère concluant auprès du MVV à Maastricht aux Pays-Bas. Le club de la capitale du Limbourg néerlandais évolue en Eerste Divisie, soit la Division 2 professionnelle.
Pour sa première saison chez les "Sterredragers", ce n'est pas vraiment la joie. Le club termine avec le plus mauvais classement de son Histoire : 18e sur 19. L'agencement des compétitions bataves marque une scission entre "Professionnels" et "Amateurs". Le "MVV" n'est donc pas relégué. Lors des trois exercices suivants, le club termine au milieu classement à distance respectable des places montantes ou de celles donnant accès à la "Na competitie", le tour final pour désigner un montant supplémentaire éventuel.

### Belgique, époque II
Dražen Brnčić retrouve les compétitions belges en effectuant un court transfert puisqu'il quitte Maastricht pour le R. CS Visé qui milite en Division 3. Durant les deux saisons du Belgo-Croate dans la Cité de l'Oie, le club atteint chaque fois le tour final pour une éventuelle montée en Division 2.
Sixième en Championnat de Belgique de football D3 2007-2008, le CS Visé élimine le Racing de Malines et l'Eendracht Alost pour atteindre la finale décisive. Après deux partages contre l'UR Namur, barragiste de D2, Dražen Brnčić et ses équipiers échouent aux tirs au but.
La saison suivante, Visé termine vice champion derrière Turnhout mais est sorti d'emblée lors du tour final. Vainqueur (1-3) à l'Olympic de Charleroi, les Oies sont "croquées" (2-4) par les "Dogues" lors du retour.
En 2009-2010, Brnčić descend d'une division et preste avec le R. FC Sérésien. Quatrième du général, le "matricule 23" du football belge est immédiatement éliminé du tour final à l'Excelsior Bourg-Léopold (1-0 après prolongation).
En 2010-2011, le talentueux médian accepte, à presque 40 ans, un dernier challenge en acceptant de rejoindre Sprimont Comblain. Pour sa dernière saison de joueur, Dražen Brnčić termine 4e avec les "Carriers" et décroche une place au tour final. Celui-ci s'arrête directement avec un revers (4-0) au R. Mouscron-Péruwelz, qui deux semaines plus tard obtient une des deux places montantes vers la Division 3.
Il effectuera une dernière saison avec le club de Richelle United en P1 liégeoise en compagnie, entre autres de Pascal Tihon (ex Standard de Liège)

### Carrière d'entraineur

#### R. CS Verviétois
Dans le courant de l'exercice 2012-2013, Dražen Brnčić commence sa carrière d'entraineur en acceptant de reprendre les commandes du R. CS Verviétois englué en fond de classement en Division 3 belge. Le technicien belgo-croate coache les Béliers durant les dix-neuf dernières parties, dont une série de dix matchs sans défaite. Le maintien est assuré avec il est vrai un peu de réussite. Terminant devant l'Union St-Gilloise, reléguée et donc théoriquement "barragiste", le cercle Vert et Blanc échappe aux rencontres couperets à la suite de la relégation administrative infligée au K. VK Tienen pour une cession de patrimoine jugée punissable par l'URBSFA. Grâce aux mêmes raisons, l'Union SG se retrouve aux barrages. Dans ce parcours spécifique, le club bruxellois bénéficie d'un nouveau concours de circonstances. Battu en finale par le Sporting Hasselt (0-4), le matricule 10 remporte le repêchage contre Liège (1-0) et évite la descente à la suite de la disparition du K. Beerschot AC (2e du nom).
Brnčić poursuit son aventure avec les Béliers lors de la saison 2013-2014 et se révèle être l'étonnante surprise de la compétition. Compte tenu de la situation financière du club, peu d'observateurs misent sur autre chose qu'une lutte en bas de tableau. Mais sous la direction du Belgo-Croate, le plus ancien cercle de la cité lainière crée la surprise en occupant continuellement les premiers rangs et en se classant vice champion, un point derrière Woluwe-Zaventem. Ne recevant pas la licence nécessaire, le matricule 8 ne dispute le tour final pour la montée en Division 2.
Douze mois plus tard, le R. CS Verviétois, moribond financièrement, ne peut éviter l'avant-dernière place et la descente vers la Promotion. En raison de l'endettement, la cessation d'activité est inévitable. Après 119 ans d'existence, le 2e plus ancien club de la Province de Liège disparait.

#### R. Union St-Gilloise
Pour Dražen Brnčić la vie continue. En l'espace d'à peine deux saisons, l'entraineur a tapé dans l'œil de plusieurs dirigeants. C'est l'Union St-Gilloise qui parvient à le convaincre. Au "pied de la Butte", le Belgo-Croate fait de l'excellent travail et décroche la 3e place finale en Division 3. Un accessit sur le podium qui prend une tout autre mesure quand les deux premiers classés (Cappellen et Sprimont) n'obtiennent pas la licence nécessaire. L'Union SG, qui elle la obtenue, est promue directement en Division 2.
Mais l'antichambre de l'élite, le natif de Zagreb ne la découvre pas sur le banc unioniste. Trois matchs avant la fin du championnat, à la stupeur général, il annonce à son groupe de joueurs et à sa direction qu'il s'est engagé avec le Patro Eisden, en vue de la saison suivante .

#### Patro Eisden Maasmechelen
Dražen Brnčić entame la saison 2015-2016 de D2 à la tête des "Mauves" d'Eisden, avec un contrat de deux ans. Mais le 21 décembre 2015, le cercle limbourgeois et l'entraineur annoncent qu'ils mettent fin, de commun accord, à leur collaboration. L'origine de ce choix vient des résultats plutôt décevant du Patro et la possibilité pour le coach de rejoindre un cercle plus ambitieux: Seraing.

#### Seraing United
L'exercice 2015-2016 de D2 est très particulier puisqu'une grande réforme de la hiérarchie du football est implémentée à la fin de la saison. L'antichambre de l'élite est réduite à huit clubs disposant de la licence prévue. Les huit possesseurs de cette licence les mieux classés se qualifient pour la future Division 1B, tandis que les autres sont relégués vers le 3e niveau qui prend la dénomination de D1 Amateur.
Dénommé alors Seraing United, le club résident principal du stade du Pairay est issu du rachat du matricule du désormais ex-Royal Boussu Dour Borinage et de son déménagement en région liégeoise. Le cercle qui veut absolument resté au 2e niveau s'est déjà séparé de deux entraineurs depuis l'entame de la saison. Les anciens Diables Rouges Alex Czerniatynski et Henri Depireux ont déjà fait les frais de résultats jugés insuffisants par la direction sérésienne.  Dražen Brnčić n'aura guère plus de crédit puisqu'il est remercié après moins de deux mois de présence, soit 6 rencontres de championnat. La direction du matricule 167 explique sa décision en raison d'un problème de "licence d'entraineur". Brnčić n'aurait pas la "licence" réclamée par l'URBSFA pour être validé dans le cadre d'une demande de licence professionnelle de la part du club .

#### Racing White Daring de Molenbeek (5479)
Après six mois de « chômage », Dražen Brnčić est contacté par la direction du nouveau RWD Molenbeek, alors en D3 Amateur (D5), pour en reprendre l'équipe « A », à la suite de la démission « pour raisons personnelles » de Christian Ritz.
Dix-huit mois de travail, de stress, mais aussi de bonheurs sportifs plus tard, le technicien belgo-croate fête un second titre consécutif et amène le glorieux patronyme du football belge en D1 Amateur (D3).
Le 19 août 2019, à la suite de l'élimination au 4e tour de la coupe de Belgique à l'extérieur face à Dessel Sport (défaite 4-2), il est limogé du club molenbeekois.

## Vie privée
Dražen Brnčić a rencontré l'amour[Qui ?] en Belgique et s'y est marié. Il dispose de la double nationalité belge et croate.

## Palmarès

### comme joueur
- Champion de Promotion (D4) belge: 1994 (ACHE).

### comme entraîneur
- Promu en Division 2: 2015 (R. Union St-Gilloise).
- Champion de Division 3 Amateur (D5): 2017 (RWD Molenbeek).
- Champion de Division 2 Amateur (D4): 2018  (RWD Molenbeek).